# Burg Kamm
Die Burg Kamm, früher im Mittelalter Chambe genannt, ist eine abgegangene Höhenburg (Adelssitz) in der Gemeinde Ortenburg. Es handelt sich hierbei um den ehemaligen Stammsitz der Edelfreien von Kamm, der späteren Grafen von Hals. Die Burganlage lag entweder auf einer Hügelzunge über der Ortschaft Kamm bei Ortenburg oder im nahen Söldenau.

## Geschichte
Die Edelfreien von Chambe kamen einst mit Ulrich von Passau während des Investiturstreites aus dem Nordgau nach Ostbayern. Oft traten sie als dessen Untervögte auf. Sie ließen sich dabei im Wolfachtal nieder und errichteten die Burg Kamm. Zu Beginn des 12. Jahrhunderts benennen sie sich erstmals nach der Burganlage.
Der Grund, auf dem die Anlage errichtet wurde, basierte dabei auf hochstiftischem Besitz aus Passau. Daher hegte auch das Hochstift Passau nach dem kinderlosen Tod Walchuns von Chambe im Jahre 1222 Besitzansprüche auf Kamm. Es scheint aber so, als ob das Hochstift diese Ansprüche nicht durchsetzen konnte und das Erbe stattdessen an Walchuns Neffen die Grafen von Hals kam. 1248 lässt sich Burkhard von Weiher, der Vormund des damals noch nicht volljährigen Grafen von Hals, auf der Burg nachweisen.
Im Jahre 1291 verzichtete Graf Albert von Hals zugunsten seiner Enkelin Kunigunde, der Gemahlin Rapotos IV. von Ortenburg auf die Burg Kamm samt Zubehör und den Besitzungen um Kamm, St. Philipp (das heutige Söldenau), Holzkirchen und Isarhofen. Nach dieser Schenkung scheint die Anlage an Bedeutung verloren zu haben. Grund hierfür mögen die beiden von den Grafen von Ortenburg bereits bewohnten Burganlagen in den heutigen Ortsteilen Vorderschloss und Hinterschloss gewesen sein.

## Standortfrage
Lange Zeit wurde angenommen, dass die Burg Kamm aufgrund ihrer Nähe zum Schloss Alt-Ortenburg, der Stammburg der Grafen von Ortenburg, identisch wäre mit Schloss Neu-Ortenburg. Im März des Jahres 2011 veranlasste der Förderkreis Bereich Schloss Ortenburg eine 3D-Vermessung der einstigen Schlossanlagen Ortenburgs und des Bereichs Kamm. Über dem Ortsteil Kamm wurden dabei keinerlei Hinweise auf einen möglichen Standort einer Burganlage gefunden. Allerdings fanden sich nahe der ehemaligen gräflichen Schießanlage des Schlosses Alt-Ortenburg, an der Spitze der Hügelzunge, größere Bodenstrukturen. Es könnte sich hierbei um den tatsächlichen Standort der Burg handeln. Allerdings könnte es sich hierbei auch um eine terrassierte ehemalige Barockgartenanlage handeln. Zur Klärung dieses Standortes müssten archäologische Grabungen durchgeführt werden. Eine weitere Möglichkeit für einen Standort wäre, wenn es sich bei Burg Kamm um eine Niederungsburg handeln würde. Aufgrund des zeitlichen Erscheinens des Schlosses Söldenau könnte es sich bei Burg Kamm auch um einen Vorgängerbau des ehemaligen Wasserschlosses an der Wolfach handeln.